# Fernsteinsee
Fernsteinsee este un mic lac de munte aflat într-o vale de mai jos de Pasul Fern din landul Tirol (Austria), în apropiere de granița Austriei cu Germania. El se află la o altitudine de 934 metri. Lacul este în proprietate privată și împreună cu lacurile apropiate situate mai la nord Samerangersee și Schanzlsee este un loc preferat de amatorii de scufundări. Lacul are o lungime de 550 de metri și o lățime maximă de 540 de metri , ajungând în părțile de sud-est și nord-est la adâncimi de până la 17 metri. Suprafața totală a lacului este de 182.222 m², dintre care 140.824 m² este luciul de apă și 41.398 m² suprafața insulei.
A fost construit un hotel pe malul vestic al lacului, accesibil de la Fernpassstraße (B 179). Pe insula de pe lac se află ruinele castelului de vânătoare Sigmundsburg, a cărui construcție datează de dinaintea anului 1462.
Sub apă se află un peisaj magic. Mulți pești, copaci bizari și ape limpezi ca cristalul fac ca lacul să fie o destinație favorită pentru scufundări. Proprietarul lacului afirmă că cel puțin 80 scafandri s-au scufundat în apele lacului și au stat cel puțin două nopți la Hotelul Fernstein.